# Габи (Италия)
Габи (фр. Gaby) — коммуна в Италии, располагается в регионе Валле-д’Аоста.
Население составляет 487 человек (2008 г.), плотность населения составляет 15 чел./км². Занимает площадь 32 км². Почтовый индекс — 11020. Телефонный код — 0125.
Покровителем коммуны почитается святой Архангел Михаил, празднование 29 сентября.

## Демография
Динамика населения:

## Галерея
- Деревня Нил (нем. Niel) с Stadel, типичными вальзерскими домами
- Санктуарий Святой Марии Милующей (фр. Sanctuaire Notre-Dame-de-Grâce), в Вури (фр. Vourry)